# Holy Pain
Holy Pain est un groupe de power et thrash metal français, originaire de Lyon, en Rhône-Alpes.

## Biographie
Holy Pain est formé en 2005 près de Lyon, en Rhône-Alpes,. Le nom de Holy Pain « qui sonne bien à nos oreilles, veut dire la Sainte Souffrance que s’afflige les pratiquants pour montrer leur foi envers dieu, se laver de leurs pêchers en s’automutilant. » Il comprend initialement David Stanis, Jean-Christophe Camarda, Jimmy Trouillet et Nicolas. Le groupe signe par la suite au label Pervade Productions. La même année, le groupe publie son premier album studio intitulé Last Sigh.
Trois ans plus tard en 2008, Holy Pain publie son deuxième album, Among Religions. Pour VS-Webzine, « Holy Pain n'a pas réussi vraiment à percer avec les deux premiers opus. » En 2010, le groupe publie son troisième et dernier album en date, intitulé Rebellion. Il est accueilli d'une manière mitigée par la presse spécialisée,,.

## Style musical
Lors d'une interview, David Stanis explique que le groupe joue un « metal plutôt teinté power-thrash avec un chant tantôt clair mélodique, tantôt screamé ou juste bien agressif. »

## Discographie
- 2005 : Last Sigh
- 2008 : Among Religions
- 2010 : Rebellion

## Membres

### Derniers membres
- David Stanis - chant solo, guitare (depuis 2004)
- Nicolas Boulesteix - basse, chœurs (depuis 2005)

### Anciens membres
- Xavier Rose - batterie (2011-2012)
- Jean-Christophe Camarda - batterie (2005-2011)
- Charles Henriot - guitare solo (2010-2011)
- Hugo Guy - guitare solo (2007-2010)
- Thomas Nestolat - guitare solo (2006-2007)
- Jimmy Trouillet - guitare solo (2004-2006)